# Eugen Steinach
Eugen Steinach (28. ledna 1861 – 14. května 1944) byl rakouský fyziolog a průkopník endokrinologie. Steinach sehrál významnou roli při objevu vztahu mezi pohlavními hormony (estrogenem a testosteronem) a lidskými fyzickými identifikátory.

## Život a kariéra
Steinach se narodil 28. ledna 1861 v Hohenemsu, v hrabství Tyrolsko v Rakouském císařství. Jeho rodina byla zámožná a v Hohenemsu byla po několik generací významným židovským činitelem. Jeho otec i dědeček byli lékaři, otec studoval u předního německého fyziologa Ernsta Wilhelma von Brückeho.
Steinach byl fyziolog, výzkumník hormonů a profesor biologie, který se v roce 1912 stal ředitelem vídeňského Biologického ústavu Akademie věd, kde provedl pokusy s transplantací varlat morčete samičce a kastrací samce. V důsledku sekrece varlat, dnes známé jako testosteron, se u samičky morčete vyvinulo samčí sexuální chování, například nasedání na partnera. To vedlo Steinacha k teorii, že za sexualitu jsou zodpovědné sekrety žláz.
Po první světové válce se Steinach pokusil změnit sexuální orientaci homosexuálních mužů transplantací varlat do jejich těla. V roce 1923 si o této práci nechal natočit film.
Vyvinul "steinachovu operaci" neboli "steinachovu vazoligaturu", jejímž cílem bylo snížit únavu a následky stárnutí a zvýšit celkovou vitalitu a sexuální potenci mužů. Spočívala v poloviční (jednostranné) vasektomii, která podle Steinachovy teorie měla posunout rovnováhu od produkce spermií ke zvýšené produkci hormonů v postiženém varleti.
Mezi slavné "Steinachovy" chirurgy ve 20. a 30. letech 20. století patřili Victor Blum, Robert Lichtenstern a Norman Haire.
Zákrok byl později zdiskreditován, ale i na vrcholu jeho popularity se našli lékařští skeptici, jako byl Morris Fishbein, který redigoval Journal of the American Medical Association a v roce 1927 přirovnal omlazovací kúru k nalezení zlata: jakmile se "volání "zlato, zlato"[ujasnit] ujalo mezi Steinachovými nadšenci a operace podstoupili slavní herci, lékaři a finančníci, noviny přinesly jejich dobré zprávy a nastal další nával zájemců. V románu Gertrudy Athertonové Černí voli z roku 1922 se objevuje fiktivní endokrinní léčba, která je v románu připisována Steinachovi. William Butler Yeats prý poté, co ho Norman Haire 6. dubna 1934 "steinachoval", zažil výbuch lyrické poezie a "druhou pubertu".
Steinach byl v letech 1921-1938 šestkrát nominován na Nobelovu cenu za fyziologii, ačkoli ji nikdy nedostal.
Eugen Steinach spolupracoval se sexuologem Magnusem Hirschfeldem na vývoji chirurgických zákroků u transrodových osob. Steinachova experimentální úloha při identifikaci vztahu mezi pohlavními hormony (estrogenem a testosteronem) a lidskými fyzickými identifikačními znaky měla zásadní důsledky pro chirurgii úpravy pohlaví a hormonální substituční terapii. Tato experimentální věda byla tehdy ve Vídni skutečně v plenkách a vyvíjela se po dobu 20 let s neúplnými pokusy na lidech, než dva členové Hirschfeldova Institutu pro sexuální vědu (Ludwig Levy-Lenz a Felix Abraham) provedli v roce 1931 první kompletní operaci změny pohlaví z na německém subjektu, Doře Richterové.
Zemřel 14. května 1944 během exilu ve Švýcarsku. Harry Benjamin v nekrologu za svého kolegu z června 1944 přičítal melancholii jeho posledních let nucenému exilu v Curychu a "nespravedlivé kritice" jeho omlazování a zdůraznil "obrovský impuls", který jeho práce na biochemiky, které vybízela se zabývali všemi endokrinními žlázami.

## V populární kultuře
- Aldous Huxley se ve své knize Antic Hay z roku 1923 zmiňuje o "patnáctileté opici, omlazené Steinachovým procesem".
- Román Černí voli Gertrudy Atherton zmiňuje fiktivní endokrinní léčbu, která je v románu připisována Steinachovi.
- Ve filmu Lilies Not for Me je zobrazen zákrok transplantace varlat podle Steinachovy metody.